# 邵勇
邵勇（1964年—），江苏盐城人，汉族，中华人民共和国政治人物、第十一届全国人民代表大会江苏地区代表。
毕业于北京大学国民经济管理专业，是中共党员。担任江苏悦达集团总裁。2008年起担任全国人大代表。